# Schleuse Ihleburg
Die Schleuse Ihleburg war ein Schleusenbauwerk im Ihlekanal zwischen den Orten Ihleburg und Güsen und ist weiterhin ein Wohnplatz. Beim Bau des Elbe-Havel-Kanals wurde die Schleuse außer Betrieb gesetzt und weitgehend abgerissen. Reste der Schleuse sind als Denkmal erhalten.

## Beschreibung
Beim Bau des Ihlekanals 1865 bis 1872, welcher den Plauer Kanal nördlich von Bergzow mit der Elbe bei Niegripp verband, wurden in diesem drei Schleusen installiert. Dies waren die Schleuse Bergzow, die Schleuse Ihleburg und die Alte Schleuse Niegripp. Bei Ausbaumaßnahmen des Kanals 1883 bis 1891 wurden die Schleusen Bergzow und Ihleburg verlängert. Die Schleuse Ihleburg hatte eine Länge von 47 Metern und eine Breite von 8 Metern. Ein Gefälle von etwa 2,5 Metern wurde überwunden. 1926 bis 1938 wurde der Elbe-Havel-Kanal gebaut. Er ersetzte Plauer und Ihlekanal und wurde auf weiten Strecken in deren Betten gegraben. Beim Bau des neuen Kanals ersetzte man die Schleuse Plaue und die Schleuse Kade im Plauer Kanal durch die Schleuse Wusterwitz und die Staustufen Bergzow und Ihleburg wurden in der Schleuse Zerben zusammengefasst. Die Schleuse Ihleburg wurde in diesem Zusammenhang außer Betrieb gesetzt und zugeschüttet. Die ehemalige Schleusensiedlung blieb als Wohnplatz erhalten. Im Zuge des Ausbaus der Elbe-Havel-Kanals und dessen Verbreiterung erfolgte um 2015 eine restlose Entfernung der Mauerreste am Nordufer der im Ausbaubereich befindlichen ehemaligen Ihleburger Schleuse.
Teile der Schleuse wie ein Abschnitt der ehemaligen nördlichen Wand der Kammer sind am Nordufer des Kanals als Denkmal erhalten. Aus Stahlresten wurde eine künstlerische Installation aufgestellt.

## Bilder

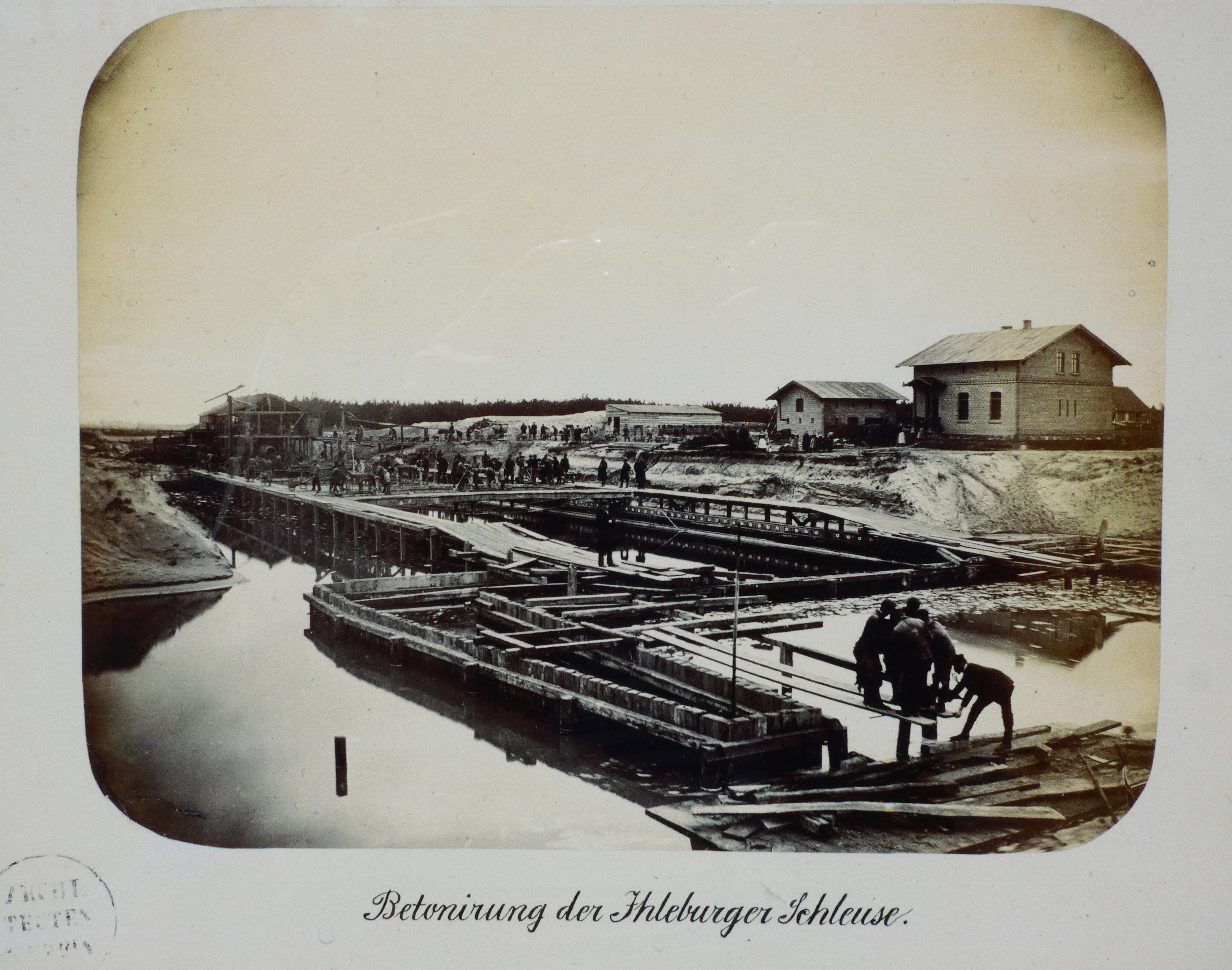
Foto vom Bau: „Betonirung der Ihleburger Schleuse“ (Originalschreibweise)
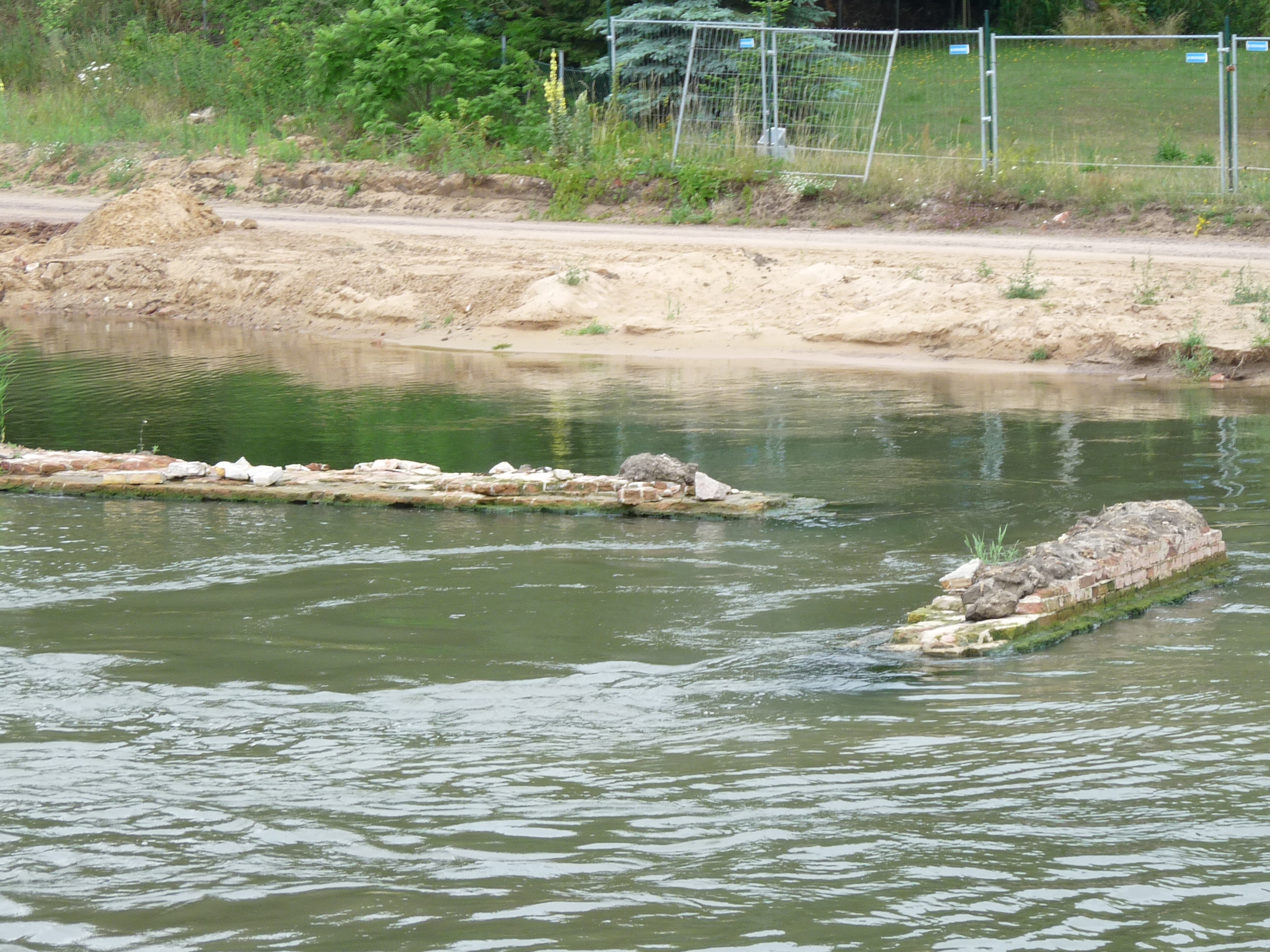
Schleusenreste am Nordufer des Elbe-Havelkanals Sommer 2015
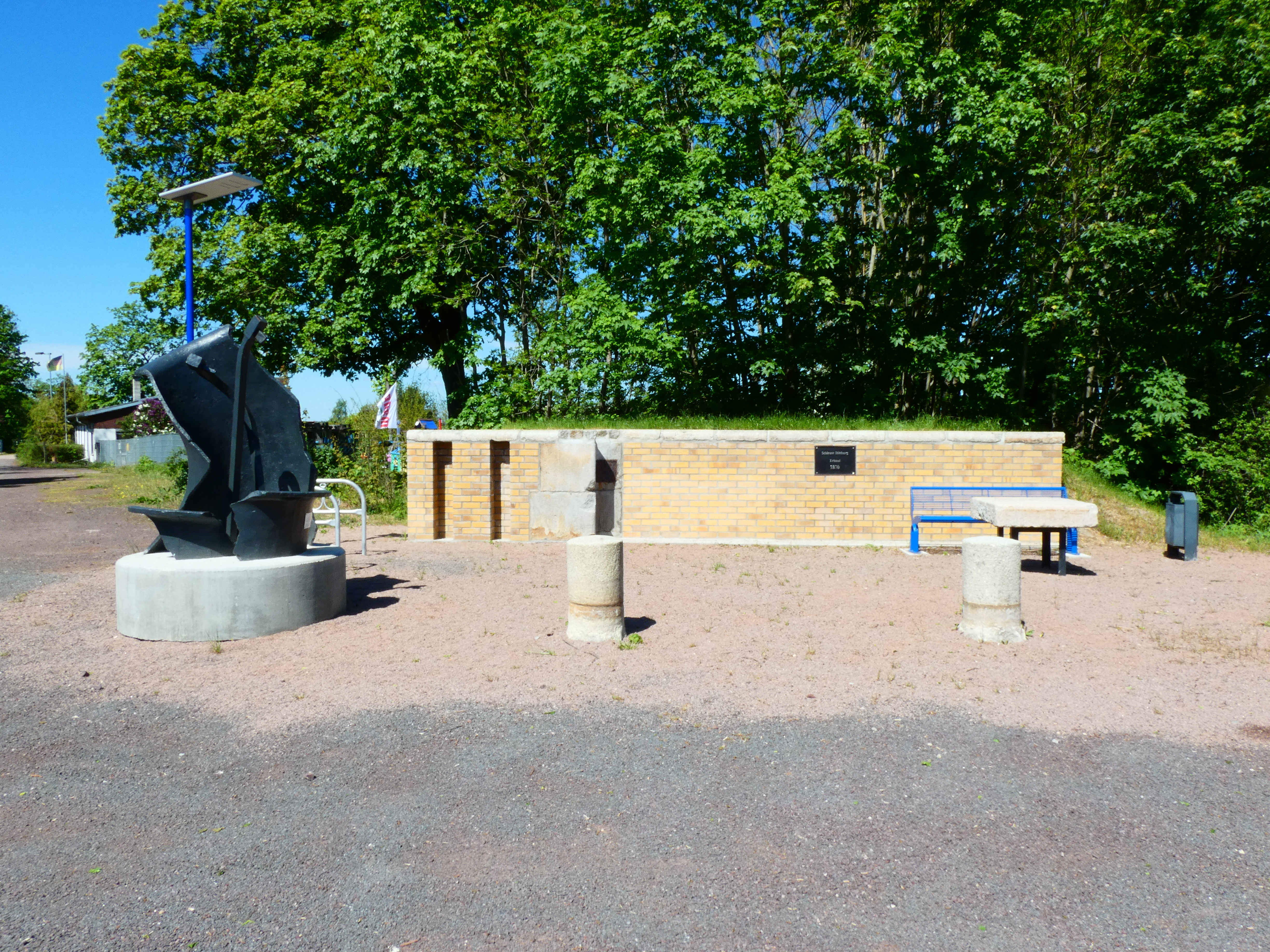
Denkmal Schleuse Ihleburg